# THW Kiel
Turnverein Hassee-Winterbek e. V. von 1904 poznatiji kao THW Kiel je njemački rukometni klub iz Kiela. Osnovan je 1904. godine i natječe se u Prvoj njemačkoj rukometnoj ligi. Najuspješniji je njemački rukometni klub. Osvojili su državno prvenstvo 23 puta, bili pobjednici državnog kupa 13 puta, te 13 puta osvajali Superkup. Na europskoj sceni igrali su također uspješno, četverostruki su prvaci Europe, te imaju i četiri osvojena Kupa EHF.
Momčad je od 1993. do 2008. godine vodio hrvatski trener Zvonimir Serdarušić, a trenutni trener je Filip Jícha.

## Klupski uspjesi
| natjecanje                                    | osvajač | drugo mjesto                                                                |
| --------------------------------------------- | --- | --------------------------------------------------------------------------- |
| Liga prvaka                                   | 2007., 2010., 2012., 2020. | 2000., 2008., 2009., 2014.                                                  |
| Kup EHF                                       | 1998., 2002., 2004., 2019. |                                                                             |
| Europski superkup (EHF Championship Trophy)   | 2007. | 2004.                                                                       |
| Super Globe                                   | 2011. | 2012., 2019.                                                                |
| Prvenstvo Zapadne Njemačke                    | 1957., 1962., 1963. | 1953., 1956., 1960., 1964., 1983., 1985., 1989.                             |
| Bundesliga                                    | 1994., 1995., 1996., 1998., 1999., 2000., 2002., 2005., 2006., 2007., 2008., 2009., 2010., 2012., 2013., 2014., 2015., 2020., 2021., 2023. | 2004., 2011., 2019., 2022.                                                  |
| Kup Zapadne Njemačke                          | | 1979., 1990.                                                                |
| Kup Njemačke                                  | 1998., 1999., 2000., 2007., 2008., 2009., 2011., 2012., 2013., 2017., 2019., 2022., 2025.                                                  | 2005.                                                                       |
| Njemački superkup                             | 1995., 1998., 2005., 2007., 2008., 2011., 2012., 2014., 2015., 2020., 2021., 2022., 2023.                                                  | 1994., 1996., 1999., 2000., 2002., 2006., 2009., 2010., 2013., 2017., 2019. |
| Prvenstvo Zapadne Njemačke u velikom rukometu | 1948., 1950. | 1951., 1953.                                                                |

## Poznati igrači koji su nastupali ili nastupaju za THW Kiel
- Nikola Karabatić
- Magnus Wislander (Svjetski rukometaš stoljeća)
- Staffan Olsson
- Nikolaj Bredahl Jacobsen
- Klaus-Dieter Petersen
- Holger Menke
- Henning Fritz
- Stefan Lövgren
- Heinrich Dahlinger
- Michael Krieter
- Holger Oertel
- Klaus Elwardt
- Michael Menzel
- Nenad Peruničić
- Goran Stojanović
- Steinar Ege
- Demetrio Lozano
- Domagoj Duvnjak
- Veron Načinović (od 2025.–2028.)

## Treneri
(od sezone 1977/78.)
- Zvonimir Serdarušić (od 1994.)
- Uwe Schwenker (1993.)
- Holger Oertel (1990. – 1993.)
- Josip Milković (1990.)
- Marek Panas (1987. – 1990.)
- Jóhann Gunnarsson (1983. – 1986.)
- Herward Wieck (1982.)
- Marinko Andrić (1981.)
- Gerd Welz (1979. – 1980.)
- Werner Kirst (1978. – 1979.)
- Željko Seleš (1978.)

## Vanjske poveznice
- Službene stranice THW Kiela
- Njemačka prva rukometna liga  Arhivirana inačica izvorne stranice od 3. prosinca 2010. (Wayback Machine)